# Långtjärnen (Karbennings socken, Västmanland)
Långtjärnen är en sjö i Norbergs kommun i Västmanland och ingår i Norrströms huvudavrinningsområde.